# Lourenço Marques
Lourenço Marques (fl. XVI secolo) è stato un esploratore e mercante portoghese del XVI secolo.

## Biografia
Nel 1544 esplorò la baia che, in suo onore, verrà denominata baia di Lourenço Marques per ordine di Giovanni III del Portogallo. Egli si stabilì poi nella regione, corrispondente all'attuale Mozambico, e vi trascorse gran parte della restante vita insieme alla moglie indigena e ai figli. La baia e la città che vi sorse (poi capitale del Mozambico) ebbero il suo nome fin poco oltre la dichiarazione di indipendenza del paese africano, quando assunsero entrambe quello di Maputo.